# Suzanne Ferrière
Anne Suzanne "Lili" Ferrière (Ginebra, 22 de marzo de 1886-13 de marzo de 1970) fue una activista humanitaria suiza, además de profesora de danza especializada en eurítmica, según el método Dalcroze. Contribuyó a allanar el camino hacia la igualdad de género en el Comité Internacional de la Cruz Roja (CICR) al ser la tercera mujer en formar parte del órgano rector de la organización.
Ferrière desempeñó un papel fundamental en la creación de importantes organizaciones internacionales, como Save the Children, el Servicio Social Internacional para Migrantes y la Unión Internacional para el Bienestar de la Infancia. Durante la Segunda Guerra Mundial, se convirtió en una firme defensora dentro de la dirección del CICR de la necesidad de denunciar públicamente el sistema de exterminio y campos de concentración de la Alemania nazi.

## Trayectoria

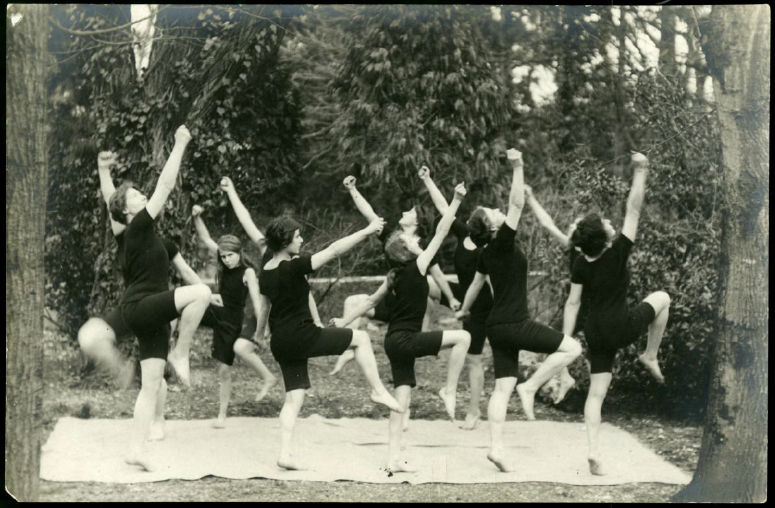
Ferrière practicando eurítmica (1910), fotografía de Frédéric Boissonnas

La familia Ferrière era originaria de Normandía y alrededor de 1700 se trasladó a Besanzón, en el este de Francia, cerca de la cordillera del Jura y de la frontera con Suiza. Desde allí llegaron a la República de Ginebra unos cuarenta años más tarde. Dado que eran una familia de pastores protestantes, parece plausible que escaparan de la represión que surgió después de que Luis XIV revocara en 1685 el Edicto de Nantes de 1598, que había restaurado algunos derechos civiles a los hugonotes. En 1781, la familia obtuvo la ciudadanía ginebrina.

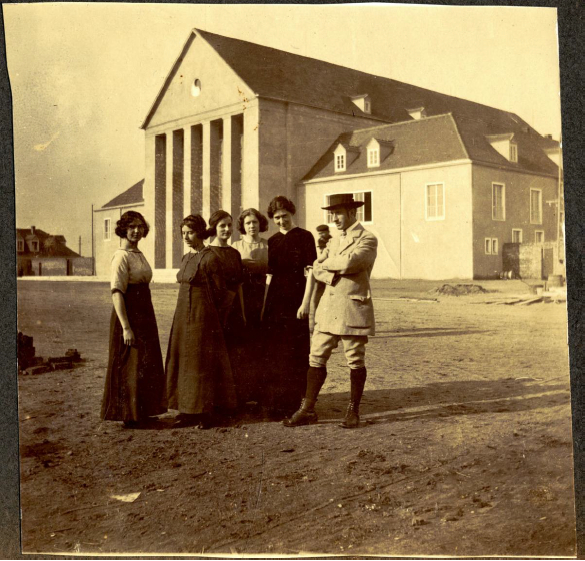
Ferrière en Hellerau (1911) (2ª desde la derecha)

El padre de Suzanne, Louis (1842-1928), también fue pastor y apoyaba a la filantrópica Unión Nacional Evangélica y al movimiento socialcristiano. Su esposa, Hedwig Marie Therese, de soltera Faber (1859-1928), era de Viena. Suzanne era la segunda de cinco hijos, tenía dos hermanos y dos hermanas, y creció y vivió toda su vida en la zona de Florissant, en el barrio de Champel de Ginebra, donde residía la familia. En 1904, terminó sus estudios en la Ecole secondaire et supérieure des jeunes filles de Ginebra.
En los años siguientes, Ferrière se convirtió en alumna del compositor suizo Émile Jaques-Dalcroze, que era profesor de Armonía en el Conservatorio de Música de Ginebra desde 1892. En sus cursos de solfeo, Dalcroze puso a prueba muchas de sus ideas pedagógicas, hasta que en 1910 lo dejó y fundó su propia academia en Hellerau, cerca de Dresde. Ferrière fue una de las 46 alumnas de Ginebra que se unieron a Jaques-Dalcroze. En julio de 1913, Ferrière obtuvo su diploma en gimnasia rítmica y plástica con mención especial. Inmediatamente comenzó a dar clases  y desarrolló su propia variante de euritmia, inspirada en elementos de danza y conocida como "exercices de plastique animée" (ejercicios de animación plástica). 
En mayo de 1914, Ferrière codirigió una actuación eurítmica en el gran vestíbulo del Museo de Arte e Historia de Ginebra (MAH). Este evento conmemoró el centenario de la adhesión de la ciudad y el cantón de Ginebra a la  Confederación Suiza en el Congreso de Viena.

### Primera Guerra Mundial

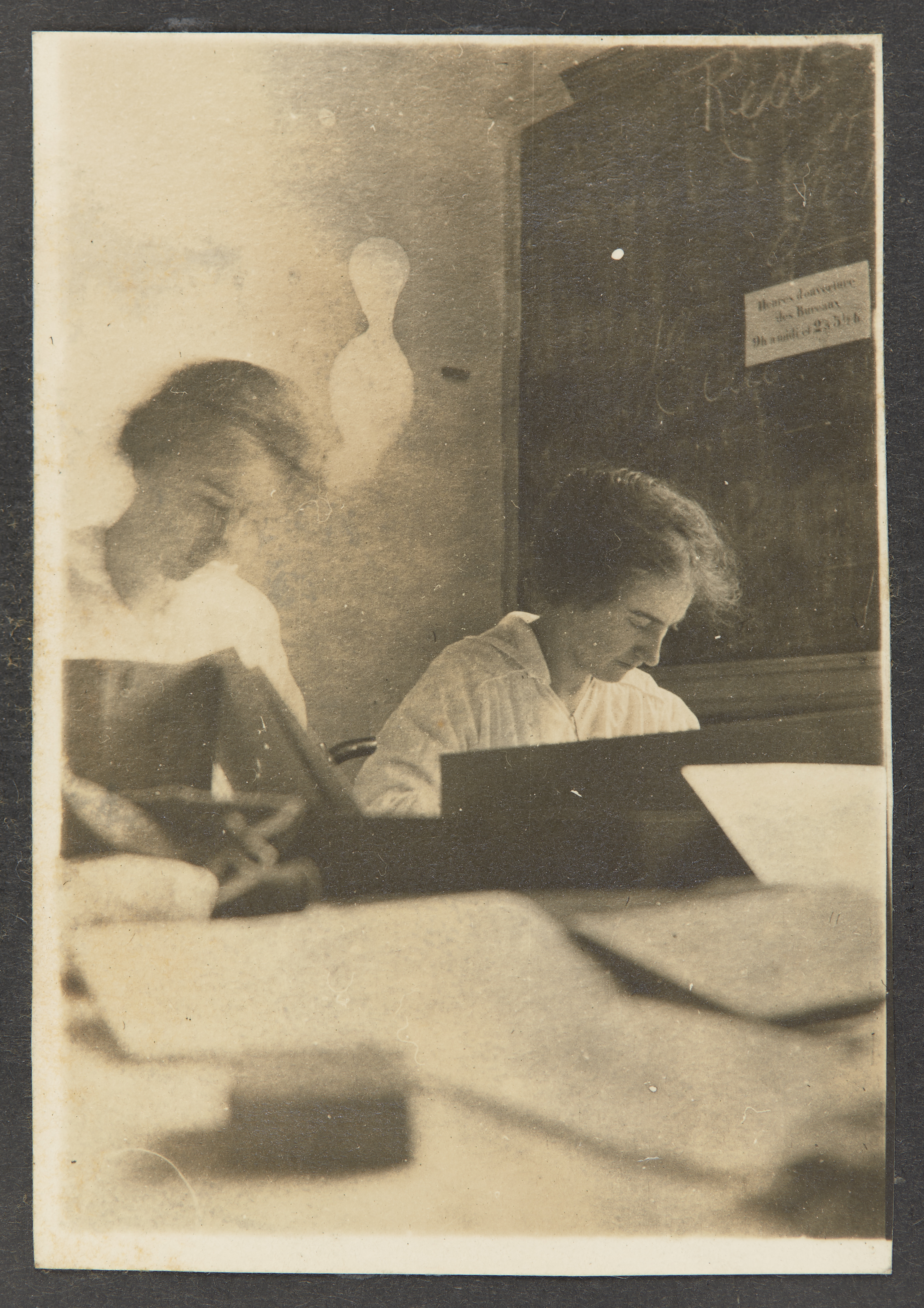
Ferrière (derecha) en la IWPA de las colecciones de los archivos del CICR (1914)

Tras el estallido de la Primera Guerra Mundial en 1914, el Comité Internacional de la Cruz Roja (CICR), bajo la dirección de su presidente Gustave Ador, creó la Agencia Internacional de Prisioneros de Guerra (AIPG). Su objetivo era localizar a los prisioneros de guerra y restaurar la comunicación con sus familias. El escritor y pacifista austriaco Stefan Zweig describió así la situación en 1914 en la sede del CICR en Ginebra:
«Apenas se habían asestado los primeros golpes cuando comenzaron a oírse en Suiza los gritos de angustia de todos los países. Miles de personas, sin noticias de padres, esposos e hijos en los campos de batalla, extendían los brazos desesperados hacia el vacío. Cientos, miles, decenas de miles de cartas y telegramas llegaban en oleadas a la pequeña Casa de la Cruz Roja en Ginebra, el único punto de encuentro internacional que aún quedaba. Aisladas, como petreles en la tormenta, llegaron las primeras consultas sobre familiares desaparecidos; luego estas mismas consultas se convirtieron en una tempestad. Las cartas llegaban por sacos. Nada se había preparado para hacer frente a tal avalancha de miseria. La Cruz Roja no tenía espacio, ni organización, ni sistema, y, sobre todo, no tenía ayudantes.»
A finales de ese mismo año, alrededor de 1.200 voluntarios colaboraban con la Agencia en el Museo Rath de Ginebra. Entre ellos se encontraba el escritor y pacifista francés Romain Rolland, que fue galardonado con el Premio Nobel de Literatura en 1915. Rolland donó íntegramente el premio de 100.000 francos a obras benéficas; la AIGP recibió la mitad. La mayoría del equipo estaba compuesto por mujeres. Algunas pertenecían a familias de la clase alta de Ginebra, que se involucraron en la AIPG debido a vínculos familiares con hombres que ocupaban cargos importantes en el Comité Internacional de la Cruz Roja, una institución que fue exclusivamente masculina durante más de cincuenta años. Entre estas mujeres destacaron figuras pioneras como Marguerite Frick-Cramer, Marguerite van Berchem y la propia Suzanne Ferrière.
El mandato de la AIPG se basaba en la resolución VI de la 9.ª conferencia del Movimiento de la Cruz Roja, celebrada en Washington en 1912, y por lo tanto estaba limitado al personal militar. Sin embargo, el doctor Frédéric Ferrière, miembro del comité y tío de Suzanne, fundó una sección civil, a pesar de la oposición de otros miembros del comité. Suzanne trabajó en la AIPG bajo la supervisión de su tío hasta 1915, año en que renunció a ese compromiso y atendió a la llamada de Émile Jaques-Dalcroze, quien la envió a Estados Unidos. Allí, en 1915, fundó la New York Dalcroze School of Music y se convirtió en su primera directora.  

### Periodo de entreguerras

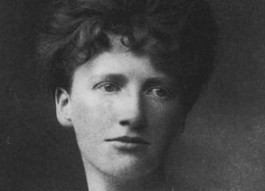
Eglantyne Jebb, una estrecha colaboradora de Ferrière, alrededor de 1920

Al regresar a Suiza en 1918, Ferrière comenzó a colaborar como voluntaria en la sección de ayuda del CICR, donde entabló contacto con Eglantyne Jebb (1876-1928). Jebb, reconocida filántropa y activista social británica británica, había fundado la organización Save the Children Fund (SCF) al finalizar la guerra, con el propósito de mitigar la hambruna en Austria-Hungría y Alemania. En septiembre de 1919, Ferrière facilitó un encuentro entre su tío Frédéric y Jebb, quien le presentó su propuesta de crear una institución internacional imparcial dedicada al cuidado y protección de la infancia:
«En noviembre, con el apoyo de Ferrière, el CICR tomó tres medidas inusuales. Ofreció su "patrocinio" a la SCF, accedió a "recibir los fondos" en nombre de la SCF y permitió a la SCF conservar su "independencia tanto en las campañas de recaudación como en la distribución de los recursos". El patrocinio del CICR permitió a Eglantyne crear una "agencia central" de carácter internacional, a la que denominó Save the Children Fund International Union (SCIU).»

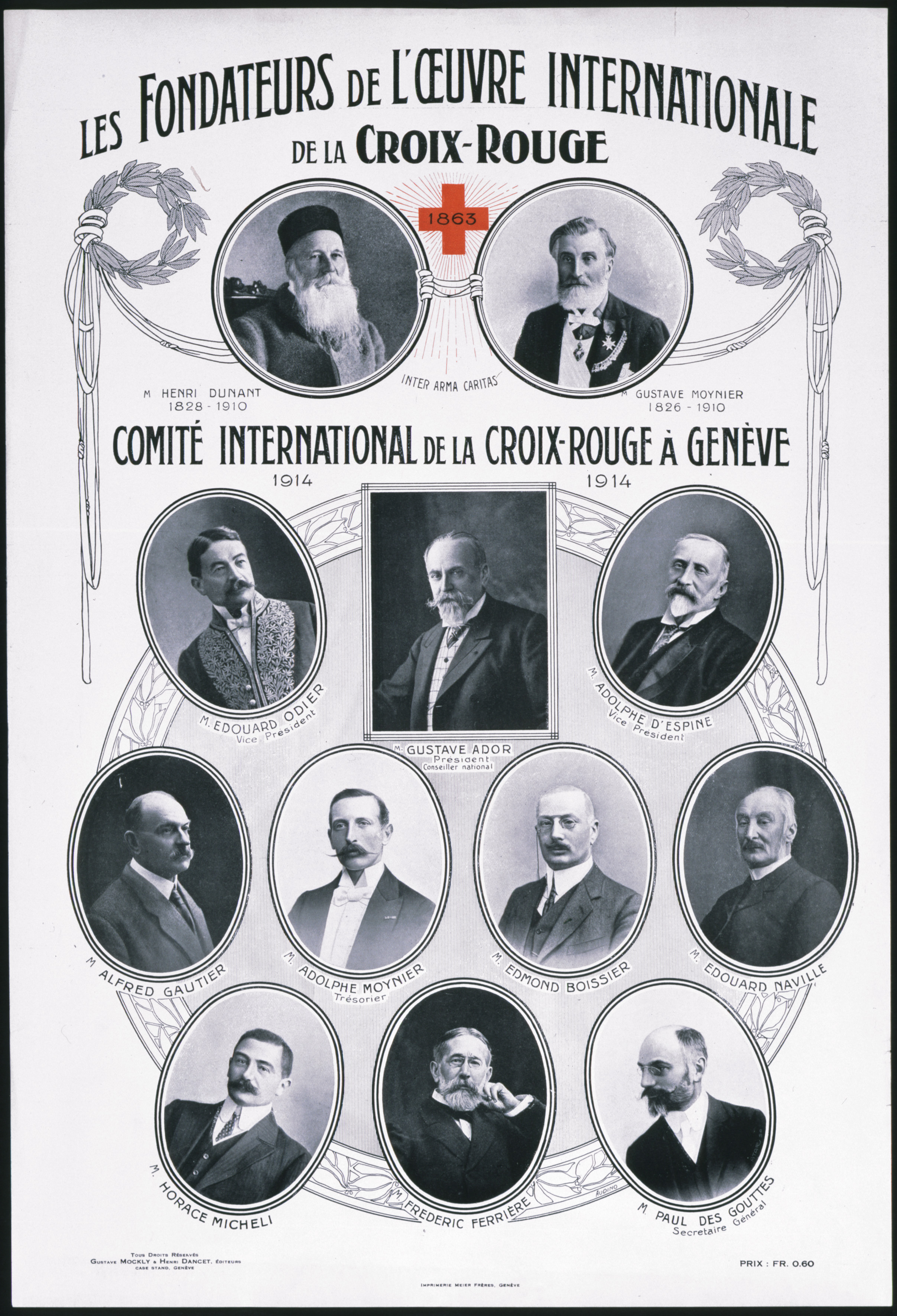
Sociedad exclusivamente masculina: un collage de fundadores exclusivamente masculinos y los primeros miembros de la Sociedad del CICR en 1914, entre ellos el tío de Ferrière (abajo en el centro), el tío de Marguerite Cramer, Horace Micheli (abajo a la izquierda) y el tío de Lucie Odier, Edouard Odier (izquierda, segunda fila desde arriba).

Además, Ferrière colaboró con Jebb para fundar la International Union for Child Welfare (IUCW), de la que llegó a ser secretaria general adjunta. La relación entre ambas se volvió tan estrecha  que Jebb llamó a Ferrière su "hermana internacional".  
En 1920, Ferrière desempeñó un papel decisivo en la fundación del Servicio Internacional de Migración (IMS, por sus siglas en inglés), una iniciativa de la Asociación Cristiana de Mujeres Jóvenes (YWCA). Esta entidad, que más tarde adoptaría el nombre de Servicio Social Internacional (ISS), funcionaba como una red de agencias de trabajo social dedicadas a la asistencia de mujeres y niños migrantes. El ISS obtuvo el estatus de organización no gubernamental internacional (ONGI) en 1924 y al año siguiente trasladó su sede de Londres a Ginebra. Ferrière asumió el cargo de secretaria general y destacó por impulsar un marco sociojurídico internacional para la reclamación transfronteriza de pensiones alimenticias familiares.

### Viajes al extranjero
Durante la década de 1920, Ferrière, en su rol como representante principal del CICR, la IUCW y el IMS, emprendió numerosas misiones en el extranjero. Por ejemplo, en enero y febrero de 1921, viajó a Escandinavia en calidad de secretaria general adjunta de la IUCW. Un año después, entre enero y febrero de 1922, se dirigió a Moscú y Sarátov, Rusia, para evaluar de primera mano la situación en la región asolada por la hambruna. De septiembre a diciembre de ese mismo año, también exploró la situación en Ucrania. Al año siguiente, en abril de 1923, su trabajo la llevó a la cuenca del Ruhr, en Alemania, bajo ocupación francesa.
A partir de diciembre de 1923, Ferrière realizó una gira de diez meses por Latinoamérica como delegada del CICR para visitar las recién fundadas Sociedades Nacionales de la Cruz Roja, llegando incluso a cruzar los Andes a lomos de un burro. Su recorrido la llevó por Brasil, Argentina, Uruguay, Chile, Bolivia, Perú, Ecuador, Colombia, Panamá y Venezuela. Tras sus viajes, Ferrière subrayó constantemente el importante papel social que desempeñaban las mujeres en esos países. En mayo de 1929, visitó las colonias francesas de Líbano y Siria para evaluar la situación de los numerosos sobrevivientes del genocidio armenio que habían llegado recientemente desde Turquía. 
En 1919, Marguerite Frick-Cramer se convirtió en la primera mujer en formar parte del órgano de gobierno del CICR. Tras su renuncia a finales de 1922, al trasladarse a Alemania después de su matrimonio, fue reemplazada por la enfermera, feminista y sufragista Pauline Chaponnière-Chaix, quien pasó a ser la segunda mujer en ocupar ese cargo. Finalmente, en agosto de 1925, Suzanne Ferrière fue elegida como miembro del CICR, en sustitución de su tío Frédéric Ferrière, fallecido el año anterior, convirtiéndose así en la tercera mujer en integrar la dirección del Comité. En 1926, Ferrière también fue elegida miembro del Consejo General del Save the Children Fund, cargo que ocupó hasta 1937. Durante las décadas de 1920 y 1930, Ferrière también fue seleccionada en varias ocasiones por Giuseppe Motta, que dirigía el Departamento Federal de Asuntos Exteriores de Suiza, para formar parte de la delegación suiza ante la Sociedad de Naciones en Ginebra. Ferrière fue la primera mujer en integrar dicha delegación y se desempeñó como experta en temas sociales y humanitarios.
Cuando Adolf Hitler y su Partido Nazi llegaron al poder en Alemania en enero de 1933, el CICR se enfrentó a la cuestión de cómo abordar el nuevo sistema represivo. Ferrière formaba parte de la facción dentro de la dirección del CICR que abogaba por intervenir en favor de los detenidos políticos. Su hermano Louis había inspeccionado, en nombre del CICR, las condiciones en una prisión de Viena en 1934, estableciendo así un precedente al que Ferrière hizo referencia durante una reunión de los miembros del Comité en febrero de 1935. Un mes después, el comité transformó su grupo de trabajo para civiles en uno dedicado a los detenidos políticos. Tanto Ferrière como Frick-Cramer, quien aún era miembro honorario del CICR, formaban parte de ese equipo.Sin embargo, con el tiempo, su facción de "idealistas" fue perdiendo influencia frente al grupo de “pragmáticos” liderado por el presidente del CICR, Max Huber.
En septiembre de 1935, durante una reunión de los dirigentes del CICR, en la que se discutía la próxima visita de una delegación a la Alemania nazi, «las dos mujeres presentes en la reunión, Suzanne Ferrière y Marguerite Frick-Cramer, afirmaron que el CICR debería al menos hacer todo lo posible para dar noticias a las familias de los detenidos.»
No obstante, la delegación dirigida por Carl Jacob Burckhardt se limitó a emitir una “crítica moderada” hacia sus anfitriones nazis. A fines de 1938, Ferrière lanzó una iniciativa destinada a brindar apoyo a los refugiados judíos en distintos países, aunque se enfrentó a una fuerte oposición dentro del propio Comité. En febrero de 1939, viajó a Checoslovaquia como secretaria general del IMS y, al regresar, reafirmó con mayor firmeza su compromiso de ayudar a los refugiados a encontrar un lugar seguro donde establecerse. Sin embargo, una vez más, la cúpula del CICR rechazó sus propuestas.

### Segunda Guerra Mundial
La Agencia Internacional de Prisioneros de Guerra (AIP) fue reactivada dos semanas después del estallido de la Segunda Guerra Mundial, esta vez bajo el nombre de Agencia Central para Prisioneros de Guerra, y operando con base en el mandato establecido por la Convención de Ginebra de 1929. Suzanne Ferrière sucedió a su difunto tío Frédéric Ferrière y asumió la dirección del departamento encargado de los civiles desaparecidos. Además, implementó un nuevo sistema de mensajería familiar.
En el otoño de 1941, Ferrière, en su calidad de vicepresidenta del IMS, informó a la Cruz Roja Británica que la emigración judía desde la Europa ocupada por los nazis había sido detenida. En mayo de 1942, Ferrière, Frick-Cramer (quien había vuelto en 1939 como miembro titular) y el también miembro Alec Cramer presentaron al comité un memorando en el que promovían un mayor apoyo a los judíos en Europa. Como resultado, el CICR reactivó su grupo de trabajo para prisioneros de guerra y civiles detenidos, asignando a Ferrière la responsabilidad del expediente de los civiles no detenidos. Para el otoño de ese mismo año, la dirección del CICR -incluida Ferrière- había recibido informes sobre el exterminio sistemático de judíos por parte de la Alemania nazi en Europa del Este, lo que más tarde se conocería como la Solución Final. Aunque la mayoría de los aproximadamente dos docenas de miembros del CICR en la asamblea general del 14 de octubre de 1942 -en especial sus integrantes femeninas: Ferrière, Frick-Cramer, Lucie Odier y Renée Bordier- se mostró a favor de emitir una protesta pública, Carl Jacob Burckhardt y el presidente de Suiza Philipp Etter se opusieron a esa solicitud.
A principios de 1943, Ferrière y su colega Lucie Odier -experta en enfermería y la cuarta mujer en convertirse en miembro del CICR en 1930- llevaron a cabo una misión conjunta en Oriente Medio y África para evaluar la situación de los civiles detenidos. Su recorrido, que duró tres meses, incluyó paradas en Estambul, Ankara, El Cairo, Jerusalén, Beirut, Johannesburgo, Salisbury (actual Harare) y Nairobi. Sin embargo, la influencia de Ferrière dentro de la organización comenzó a disminuir. Cuando el comité ejecutivo creó un departamento de asistencia especial para civiles detenidos a comienzos de 1944, ni Ferrière ni sus colegas expertas Frick-Cramer y Odier fueron incluidas.

### Después de la Segunda Guerra Mundial
En 1945, Ferrière dejó el puesto de secretaria general del IMS/ISS, pero continuó participando en la organización en calidad de subdirectora. En septiembre de 1951, se retiró como miembro del CICR por motivos de edad y, en reconocimiento a su trayectoria, fue nombrada miembro honoraria. Posteriormente, en 1955, también dejó el cargo de subdirectora del IMS/ISS, aunque permaneció vinculada a la institución como asesora.

Cuando falleció en marzo de 1970 a la edad de 83 años, el obituario de la Revista Internacional de la Cruz Roja la honró como
«una mujer de buen corazón que había consagrado su vida a sus semejantes con sereno coraje y modestia ejemplar.» 